# Лесіньєна
Лесіньєна (ісп. Leciñena) — муніципалітет в Іспанії, у складі автономної спільноти Арагон, у провінції Сарагоса. Населення — 1305 осіб (2010).
Муніципалітет розташований на відстані близько 300 км на північний схід від Мадрида, 27 км на північний схід від Сарагоси.

## Демографія
Динаміка населення (INE ):

## Галерея зображень

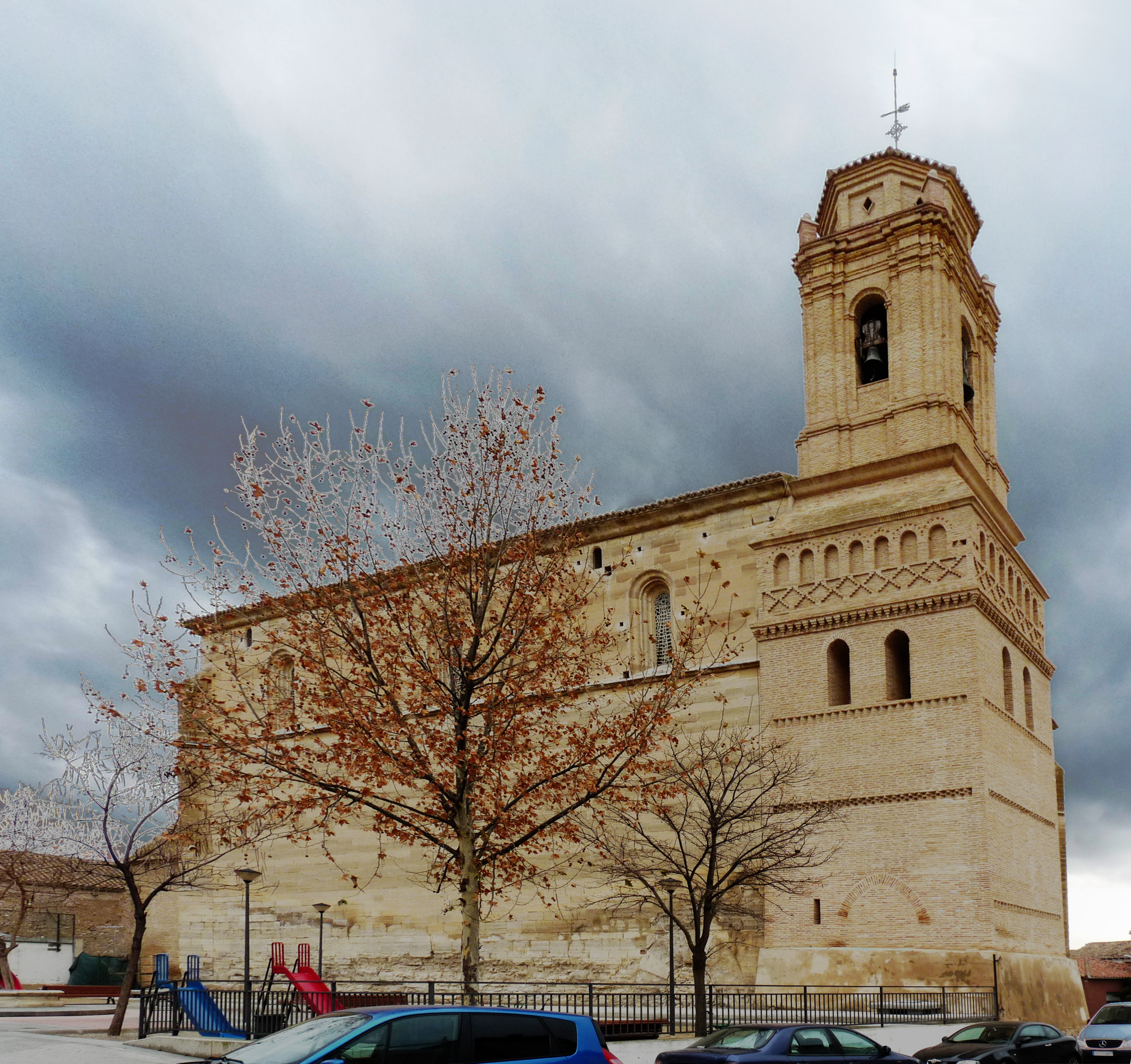
Церква Нуестра-Сеньйора-де-ла-Асунсьйон